# Predigerschule Basel
Die Evangelische Predigerschule in Basel wurde 1876 als theologische Ausbildungsstätte mit teilweise wissenschaftlichem Niveau gegründet und bestand bis 1915. Sie stand dem erweckten Pietismus nahe. 
Geleitet wurde sie von Inspektor Wilhelm Arnold-Rappard (1838–1918), einem Schwager von Carl Heinrich Rappard, dem Mitbegründer der Schule. Arnold-Rappard war selbst ein Schüler von Johann Tobias Beck (1804–1878). Weitere Lehrer waren Fritz Barth, die Brüder Huene, Gutscher, Sarasin, Gottsched, Eduard Riggenbach und Samuel Preiswerk (1853–1923).

## Geschichte
Die Predigerschule in Basel war aus der Schweizer Badener Konferenz entstanden unter anderem auf Initiative von Friedrich Gerber (1828–1905) von der Evangelischen Gesellschaft in Bern. Die Ausbildung war ähnlich wie in „Chrischona“ oder dem „Johanneum“, jedoch mehr wissenschaftlich-theologisch ausgerichtet. Dazu gehörte zunächst eine solide philologische Ausbildung in den Altsprachen Griechisch, Hebräisch und Lateinisch. Die Ausbildung war bibeltreu und sehr konservativ, die Lehrer betreuten die Schüler auch seelsorgerlich. Zu den bekannten Schülern der Predigerschule gehörten Franz Eugen Schlachter, von dem ein Abschlusszeugnis vom März 1882 erhalten ist, Ernst Jakob Christoffel und der blinde Eduard Riggenbach-Thurneysen (1861–1927), der spätere Theologieprofessor aus Basel.
Die Schule wurde 1915 während des Ersten Weltkrieges aufgelöst.